# Б'янка Буша
Б'янка Буша (серб. Bianka Buša, нар. 25 липня 1994) — сербська волейболістка. Чемпіонка світу і Європи. Срібна призерка Олімпійських ігор 2016 і бронзова призерка Олімпійських ігор 2020.

## Клуби
| Роки      | Команди                     |
| --------- | --------------------------- |
| 2009—2010 | «Поштар 064» (Белград)      |
| 2010—2015 | «Партизан-Візура» (Белград) |
| 2015      | «Віченца»                   |
| 2016      | «Тирговіште»                |
| 2016—2017 | «Флеро»                     |
| 2017—2019 | «Хемік» (Полиці)            |
| 2019—2020 | «Альба-Блаж» (Блаж)         |
| 2020—2021 | «Фенербахче» (Стамбул)      |
| 2021—2022 | «Локомотив» (Калінінград)   |
| 2022—2023 | «ПТТ Спор» (Анкара)         |
| 2023—     | «Вакифбанк» (Стамбул)       |

## Досягнення
Олімпійські ігри
- Друге місце (1): 2016
- Третє місце (1): 2021

Чемпіонат світу 
- Перше місце (2): 2018, 2022

Кубок світу 
- Друге місце (1): 2015

Ліга націй
- Третє місце (1): 2022

Чемпіонат Європи
- Перше місце (2): 2017, 2019
- Друге місце (2): 2021, 2023
- Третє місце (1): 2015

## Виступи на Олімпіадах
| Олімпіада           | Дисципліна | Місце |
| ------------------- | ---------- | ----- |
| Ріо-де-Жанейро 2016 | волейбол   | 2     |
| Токіо 2021          | волейбол   | 3     |